# Уильямс, Уильям Фенуик
Сэр Уильям Фенвик Уильямс, 1-й баронет Карсский (с 18 июля 1856) (англ. Sir William Fenwick Williams, 1st Baronet, of Kars, 1800—1883) — британский военачальник, участник Крымской войны, полный генерал (2 августа 1868), губернатор Новой Шотландии (Канада) и Гибралтара.

## Биография
Уильям Фенвик Уильямс, 1-й баронет Карсский родился в Аннаполисе (Новая Шотландия, Канада) 4 декабря 1800 года, второй сын генерал-интенданта Томаса Уильямса.
В военную службу вступил в Королевскую артиллерию в чине второго лейтенанта в 1825 году. С 1841 года находился в Турции в качестве военного советника, работал в Константинопольском арсенале. В 1847—1848 года был британским комиссаром в Эрзеруме и работал в комиссии по урегулированию турецко-персидской границы. Награждён орденом Бани

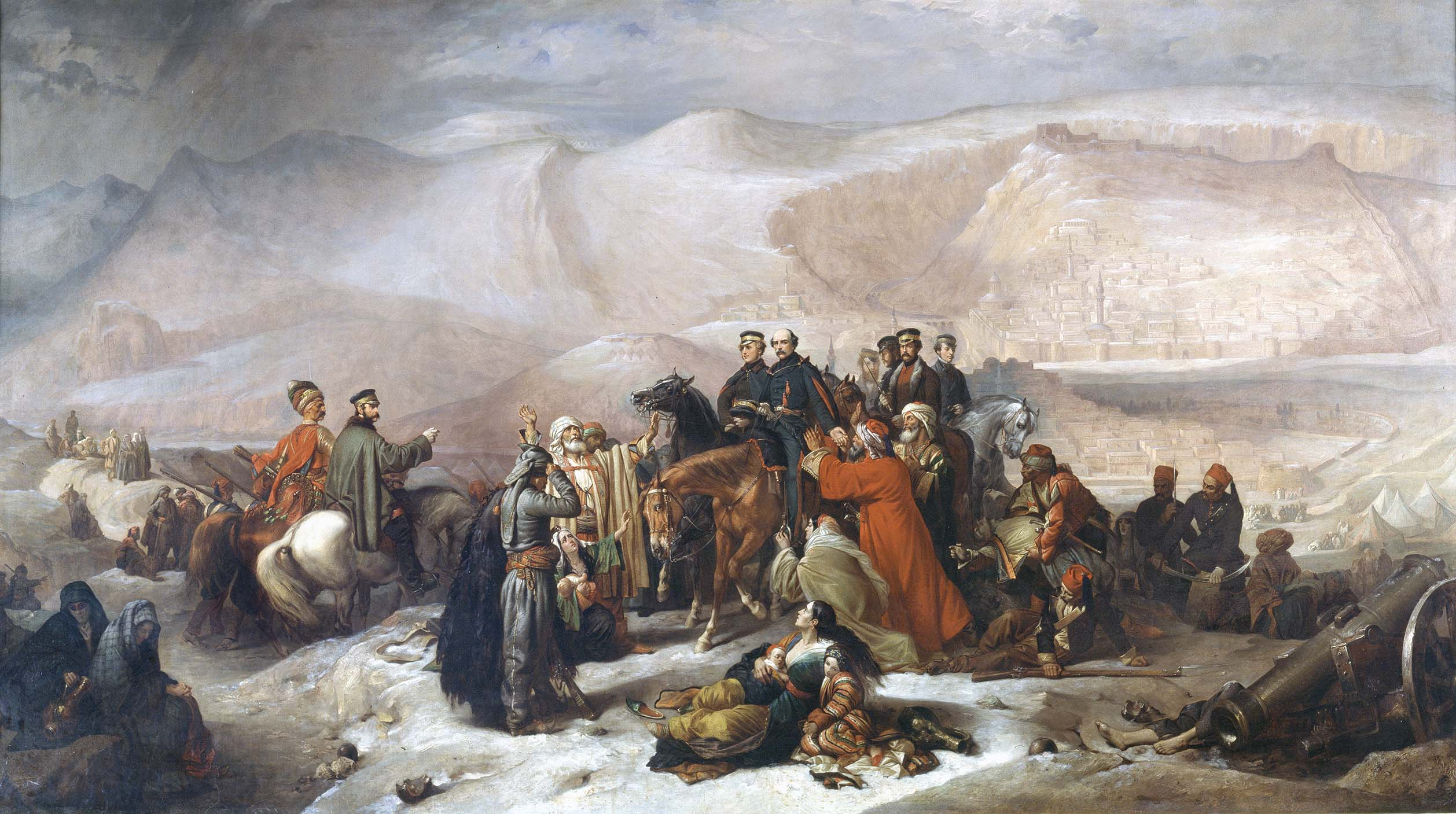
Уильямс при капитуляции Карса. Худ. Томас Дж. Баркер

Произведённый в полковники, Уильямс был британским комиссаром в Анатолийской армии. С началом Восточной войны он формально перешёл на турецкую службу с чином ферика (генерал-майора) и во время осады Карса русскими войсками командовал обороной крепости. Холод, холера, голод и отсутствие внешней помощи вынудили Уильямса 28 ноября 1855 года капитулировать. Перевезённый в качестве военнопленного сначала в Тифлис, а затем в Рязань Уильямс в 1856 году был освобождён и уехал на родину.
По возвращении в Великобританию Уильями был произведён в генерал-майоры и избран членом парламента от округа Кэлн.
За отличия при обороне Карса он был награждён большим крестом ордена Бани, большим крестом ордена Почётного легиона и турецким орденом Меджидие 1-й степени, также ему была присуждена почетная докторская степень в Оксфордском университете и дан титул баронета Карсского.
С 1859 по 1864 год он занимал должность главнокомандующего войсками в Северной Америке.
В 1864 году Уильямс получил чин генерал-лейтенанта и должность начальника Королевской артиллерии, с 1865 года занимал пост лейтенант-губернатора Новой Шотландии, с 1870 года был губернатором Гибралтара. В 1871 году награждён большим крестом ордена Бани и в 1881 году был констеблем Тауэра.
Уильям Фенвик Уильямс, 1-й баронет Карсский скончался в Лондоне 26 июля 1883 года.